# Jules Michelin
Pour les articles homonymes, voir Michelin (homonymie).
Jules Michelin, né le 31 octobre 1817 à Paris et mort le 14 juin 1870 à Limoges, est un peintre, dessinateur et graveur français, réputé pour ses eaux-fortes et ses lithographies.
Il est l'ancêtre de la famille d'industriels, les Michelin.

## Biographie

### Famille

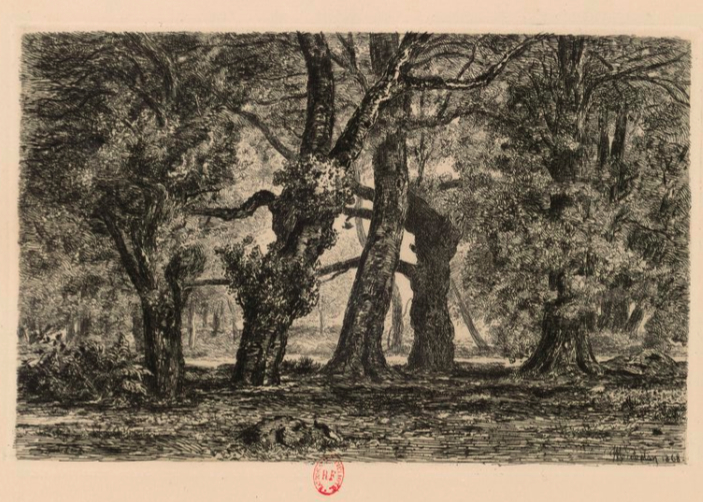
Souvenir du Bas-Bréau (1868), eau-forte.

Louis Jules Michelin est le fils d'André-François Michelin (Paris 1783-1845) et de Marie-Françoise Chambry. Son grand-père Louis Michelin (1738-1794) était conseiller du roi et notaire au Châtelet de Paris.
Michelin épouse Adèle Barbier (1829-1898), héritière d’une fabrique de caoutchouc. Ils ont trois enfants :
- André (1853-1931), ingénieur de l'École centrale des arts et manufactures, fondateur avec son frère de la compagnie des pneumatiques Michelin & associés ;
- Marie Eugénie Joséphine Michelin (1856) mariée le 29 juin 1880 à Paris V° avec Maurice Hauvette, polytechnicien ;
- Édouard Michelin (1859-1940).

### Carrière
Il exerce au départ la profession de receveur des Douanes.
En 1840, il veut devenir lithographe, s'exerçant à cet art auprès de deux artistes, Camille Roqueplan et Charles Ramelet.
Il expose au Salon à partir de 1844, surtout des pastels et des dessins. Il publie dans L'Artiste en 1846.
Il abandonne la pierre lithographique pour se consacrer uniquement à la technique de l'eau-forte en 1852.
En 1862, il rejoint la Société des aquafortistes animée par Auguste Delâtre et Alfred Cadart. En 1863, chez Cadart et F. Chevalier, il publie une série de douze planches gravées représentant différents paysages de la France. En 1868, Philippe Burty lui commande une eau-forte pour illustrer un poème d'André Theuriet, dans le recueil Sonnets et eaux-fortes. Il participe également à l'illustration du Musée universel d’Édouard Lièvre édité par Goupil et Cie.
Attaché, comme ses contemporains, au travail sur le motif, Jules Michelin a parcouru toute la France. Il s’est aussi rendu à Rome et en Angleterre, où la gravure à l’eau-forte était revitalisée par Alphonse Legros. Deux régions françaises avaient toutefois sa préférence : le cœur du Massif central — tant l’Auvergne que le Limousin, dont il appréciait les paysages vigoureux — et l’Île-de-France.
En 1869, il rejoint à Limoges son ami Adrien Dubouché, qu’il aide à ordonnancer le catalogue du musée municipal, devenu aujourd’hui Musée national Adrien Dubouché. C’est dans cette ville qu’il meurt prématurément, le 14 juin 1870, peut-être du choléra. Il est inhumé au cimetière de Louyat (Limoges), en section 11.
Il fut le graveur attitré de Camille Corot. Le catalogue raisonné de l’œuvre de Jules Michelin établi par Pierre Sanchez recense une petite soixantaine de lithographies et eaux-fortes conservées dans les collections du marchand Paul Prouté, dans les fonds d’institutions comme la New York Public Library, le musée national Adrien Dubouché de Limoges, le musée des arts décoratifs de Paris et le département des estampes et de la photographie de la Bibliothèque nationale de France. Le peintre Jacques-Émile Lafon l'a représenté sur un portrait se trouvant au musée de Provins.